# Selección de fútbol sub-20 de Irlanda
La Selección de fútbol sub-20 de Irlanda, conocida también como la Selección juvenil de fútbol de Irlanda, es el equipo que representa al país en la Copa Mundial de Fútbol Sub-20 y en la Eurocopa Sub-19, y es controlada por la Asociación de Fútbol de Irlanda.

## Palmarés
- Eurocopa Sub-19: 1

1998

## Estadísticas

### Mundial Sub-20
| Año   | Resultado        | J            | G            | E            | P            | GF           | GC           |
| ----- | ---------------- | ------------ | ------------ | ------------ | ------------ | ------------ | ------------ |
| 1979  | No clasificó     | No clasificó | No clasificó | No clasificó | No clasificó | No clasificó | No clasificó |
| 1981  | No clasificó     | No clasificó | No clasificó | No clasificó | No clasificó | No clasificó | No clasificó |
| 1983  | No clasificó     | No clasificó | No clasificó | No clasificó | No clasificó | No clasificó | No clasificó |
| 1985  | Fase de grupos   | 3            | 0            | 0            | 3            | 3            | 7            |
| 1987  | No clasificó     | No clasificó | No clasificó | No clasificó | No clasificó | No clasificó | No clasificó |
| 1989  | No clasificó     | No clasificó | No clasificó | No clasificó | No clasificó | No clasificó | No clasificó |
| 1991  | Fase de grupos   | 3            | 0            | 2            | 1            | 3            | 5            |
| 1993  | No clasificó     | No clasificó | No clasificó | No clasificó | No clasificó | No clasificó | No clasificó |
| 1995  | No clasificó     | No clasificó | No clasificó | No clasificó | No clasificó | No clasificó | No clasificó |
| 1997  | Tercer lugar     | 7            | 4            | 1            | 2            | 9            | 7            |
| 1999  | Octavos de final | 4            | 2            | 1            | 1            | 7            | 2            |
| 2001  | No clasificó     | No clasificó | No clasificó | No clasificó | No clasificó | No clasificó | No clasificó |
| 2003  | Octavos de final | 4            | 2            | 1            | 1            | 8            | 6            |
| 2005  | No clasificó     | No clasificó | No clasificó | No clasificó | No clasificó | No clasificó | No clasificó |
| 2007  | No clasificó     | No clasificó | No clasificó | No clasificó | No clasificó | No clasificó | No clasificó |
| 2009  | No clasificó     | No clasificó | No clasificó | No clasificó | No clasificó | No clasificó | No clasificó |
| 2011  | No clasificó     | No clasificó | No clasificó | No clasificó | No clasificó | No clasificó | No clasificó |
| 2013  | No clasificó     | No clasificó | No clasificó | No clasificó | No clasificó | No clasificó | No clasificó |
| 2015  | No clasificó     | No clasificó | No clasificó | No clasificó | No clasificó | No clasificó | No clasificó |
| 2017  | No clasificó     | No clasificó | No clasificó | No clasificó | No clasificó | No clasificó | No clasificó |
| 2019  | No clasificó     | No clasificó | No clasificó | No clasificó | No clasificó | No clasificó | No clasificó |
| 2023  | No clasificó     | No clasificó | No clasificó | No clasificó | No clasificó | No clasificó | No clasificó |
| 2025  | No clasificó     | No clasificó | No clasificó | No clasificó | No clasificó | No clasificó | No clasificó |
| Total | 5/24             | 21           | 8            | 5            | 8            | 30           | 27           |

### Eurocopa Sub-19
| Año   | Ronda         | J            | G            | E            | P            | GF           | GC           | GD           |             |
| ----- | ------------- | ------------ | ------------ | ------------ | ------------ | ------------ | ------------ | ------------ | ----------- |
| 2002  | Cuarto puesto | 4            | 2            | 0            | 2            | 6            | 8            | -2           |             |
| 2003  | No clasificó  | No clasificó | No clasificó | No clasificó | No clasificó | No clasificó | No clasificó | No clasificó |             |
| 2004  | No clasificó  | No clasificó | No clasificó | No clasificó | No clasificó | No clasificó | No clasificó | No clasificó |             |
| 2005  | No clasificó  | No clasificó | No clasificó | No clasificó | No clasificó | No clasificó | No clasificó | No clasificó |             |
| 2006  | No clasificó  | No clasificó | No clasificó | No clasificó | No clasificó | No clasificó | No clasificó | No clasificó |             |
| 2007  | No clasificó  | No clasificó | No clasificó | No clasificó | No clasificó | No clasificó | No clasificó | No clasificó |             |
| 2008  | No clasificó  | No clasificó | No clasificó | No clasificó | No clasificó | No clasificó | No clasificó | No clasificó |             |
| 2009  | No clasificó  | No clasificó | No clasificó | No clasificó | No clasificó | No clasificó | No clasificó | No clasificó |             |
| 2010  | No clasificó  | No clasificó | No clasificó | No clasificó | No clasificó | No clasificó | No clasificó | No clasificó |             |
| 2011  | Semifinal     | 4            | 1            | 1            | 2            | 3            | 8            | -5           |             |
| 2012  |               |              |              |              |              |              |              |              |             |
| 2013  |               |              |              |              |              |              |              |              |             |
| 2014  |               |              |              |              |              |              |              |              |             |
| 2015  |               |              |              |              |              |              |              |              |             |
| 2016  |               |              |              |              |              |              |              |              |             |
| 2017  |               |              |              |              |              |              |              |              |             |
| 2018  |               |              |              |              |              |              |              |              |             |
| 2019  | Semifinal     | 4            | 1            | 1            | 2            | 3            | 7            | -4           |             |
| 2020  | Cancelado     | Cancelado    | Cancelado    | Cancelado    | Cancelado    | Cancelado    | Cancelado    | Cancelado    |             |
| 2021  | Cancelado     | Cancelado    | Cancelado    | Cancelado    | Cancelado    | Cancelado    | Cancelado    | Cancelado    |             |
| 2022  | No clasificó  | No clasificó | No clasificó | No clasificó | No clasificó | No clasificó | No clasificó | No clasificó |             |
| 2023  | No clasificó  | No clasificó | No clasificó | No clasificó | No clasificó | No clasificó | No clasificó | No clasificó |             |
| 2024  | No clasificó  | No clasificó | No clasificó | No clasificó | No clasificó | No clasificó | No clasificó | No clasificó |             |
| 2025  | Por definir   | Por definir  | Por definir  | Por definir  | Por definir  | Por definir  | Por definir  | Por definir  | Por definir |
| Total | 3/19          | 12           | 4            | 2            | 6            | 12           | 23           | -11          |             |